# 29º Corpo de Tanques
O 29º Corpo de Tanques foi um corpo de tanques do Exército Vermelho da União Soviética . Formado em fevereiro de 1943, o corpo serviu durante toda a guerra, lutando na Batalha de Prokhorovka, na Ofensiva Belgorod-Kharkov, na Batalha do Dnieper, na Ofensiva Dnieper-Cárpatos, na Operação Bagration e na Ofensiva da Prússia Oriental. Após o fim da guerra, foi convertido em uma divisão de tanques.
O corpo começou a se formar em 22 de fevereiro de 1943 no Centro de Treinamento Blindado de Moscou perto de Naro-Fominsk, e logo se tornou parte do novo 5º Exército Blindado de Guardas. O 29º incluía as 25ª, 31ª e 32ª Brigadas de Tanques, a 53ª Brigada de Fuzileiros Motorizados, o 271º Regimento de Morteiros e outras unidades menores, e era comandado pelo Major General Fyodor Anikushkin. Seu chefe de gabinete era o coronel Yevgeny Fominykh. As três brigadas de tanques do corpo já tinham experiência, mas as outras eram recém-formadas e ainda não haviam entrado em combate. Em 2 de março, o coronel Ivan Kirichenko tornou-se o comandante do corpo.  Em 12 de março, o corpo se uniu a 30 quilômetros a sudoeste de Millerovo, onde se juntou a unidades de apoio ao combate e recebeu reforços. Em 19 de março, todo o exército recebeu ordens de Stavka para se concentrar perto de Ostrogozhsk em 24 de março, em uma marcha que ocorreu durante a rasputitsa da primavera.
Depois de chegar à área de Ostrogozhsk, o corpo iniciou um treinamento de combate intensivo em 1º de abril, em antecipação às próximas operações. No início de maio, o comandante do exército, tenente-general Pavel Rotmistrov, reorganizou as brigadas de tanques a fim de criar uma forte reserva de corpo para repelir ataques inesperados de tanques inimigos e desenvolver a capacidade de avanço do corpo, a 32ª Brigada foi equipada apenas com tanques médios T-34, consistindo de dois batalhões com três companhias cada, num total de 65 tanques. Os tanques leves T-70 da 32ª foram transferidos para as 25ª e 31ª Brigadas, que também contavam com uma estrutura de dois batalhões, sendo o primeiro batalhão equipado com T-34s e o segundo batalhão com T-70s. O corpo foi completamente formado em 10 de maio, depois de se juntar ao 14º Regimento de Tanques Pesados de Guardas e ao 108º Regimento de Artilharia Antitanque. No dia 30 de maio, as brigadas do corpo e o 271º Regimento de Morteiros receberam em cerimônia suas bandeiras de batalha. 

## Batalha de Prokhorovka
Em duas marchas separadas, a primeira durante o dia de 7 de julho e a segunda na noite de 9 de julho, o corpo cobriu uma distância combinada de 300 quilômetros para alcançar suas posições iniciais nas ravinas ao norte de Prokhorovka.  O corpo então lutou na Batalha de Prokhorovka, um contra-ataque soviético durante a Batalha de Kursk.

## Pós-guerra
Em 10 de junho de 1945, o 29º Corpo de Tanques foi convertido na 29ª Divisão de Tanques e suas brigadas se tornaram regimentos.
A divisão serviu durante a Guerra Fria com o 5º Exército Blindado de Guardas no Distrito Militar da Bielorrússia, sendo referido pela Unidade Militar Número 28390. Na década de 1980, ela era mantida como uma "Divisão sem prontidão - Quadro de efetivo alto"; em 1985, tinha apenas 2.150 homens designados.
A divisão foi dissolvida em julho de 1990 (Holm/Feskov) ou agosto de 1990. Feskov et al 2013 diz que se tornou a 6313ª Base para Armazenamento de Armas e Equipamentos enquanto os sites de história da divisão dizem em vez da 6297ª Base de Armazenamento de Propriedade Base (russo: 6297 база хранения имущества (БХИ)) foi formada em sua base, com "tarefas e capacidades limitadas". A divisão tornou-se então parte das Forças Armadas da Bielo-Rússia com a dissolução da União Soviética. No final de 1992, a 6297ª Base havia se tornado a 29ª Base de Armazenamento de Armas e Equipamentos (BKhVT), e o título honorífico "Znamenskaya" e os prêmios militares da 29ª Divisão de Tanques foram transferidos para ela. O principal objetivo do BKhVT era armazenar armas, equipamentos militares e estoques de material, bem como organizar e conduzir campos de treinamento e treinamento planejado de pessoal designado em conexão com a mobilização. A base cooperou com os elementos de suporte técnico material da 969ª Base de Reserva de Tanques Central para providenciar instalações de manutenção "especiais". A 29ª Base em Slutsk foi equipada com um moderno simulador de computador TKNT-3B para treinamento de canhão principal de três tripulações de tanques T-72B ao mesmo tempo. Um estande de tiro, um estádio e aulas de treinamento de guarda eletrificado estavam ativos na 29ª Base; Kulan escreve que a base era "uma das melhores do 5º Corpo de Exército de Guardas".

### Citações
1. ↑  Kulan 2013, pp. 5–7.
2. ↑  Kulan 2013, p. 8.
3. ↑  Kulan 2013, p. 14.
4. ↑  Kulan 2013, p. 107.
5. ↑  Kulan 2013.
6. ↑  Feskov et al 2013, p. 455.
7. ↑  Holm, Michael. «29th Znamenskaya order of Lenin Red Banner order of Suvorov Tank Division». Consultado em 13 de outubro de 2022
8. ↑  Kulan 2013, p. 113.
9. ↑  Kulan, Ivan. «Часть 6. В готовности к защите Отечества (70 лет на службе Отечеству)». Consultado em 13 de outubro de 2022